# 藥師岩摩崖造像
藥師岩摩崖造像位於四川省大邑縣斜源鎮盘石村。开刻于唐开成二年（837年），北宋少量增刻，明嘉靖年间大量刻造。在150米长、20米高的崖壁上造像35龛1032尊。1996年9月16日公佈為四川省第四批省級文物保護單位。